# Rhinosciurus laticaudatus
Rhinosciurus laticaudatus là một loài động vật có vú trong họ Sóc, bộ Gặm nhấm. Loài này được Müller mô tả năm 1840. Đây là loài duy nhất trong chi của nó.

## Phân loài
Loài này gồm các phân loài sau:
- Rhinosciurus laticaudatus laticaudatus
- Rhinosciurus laticaudatus alacris
- Rhinosciurus laticaudatus saturatus